# Пивоваров, Анатолий Васильевич
Анатолий Васильевич Пивоваров (17.06.1916 — 27.11.2010) — генерал-майор авиации, генеральный директор НПО «Научный Центр» (1970—1976), лауреат Ленинской премии.
Родился в городе Орехово-Зуево Московской области в семье рабочих.
Окончил 7-летнюю Школу юных пионеров (1932) и Московский радиотехникум (1935).
В 1935—1938 командирован в качестве радиотехника в геологоразведочную экспедицию на Дальний Восток, в Уссурийский край.
В 1938 году поступил в Московский энергетический институт имени В. М. Молотова на радиотехнический факультет.
После начала войны в июле 1941 г. записался в Вяземский полк народного ополчения. Согласно директиве в октябре того же года как студент-старшекурсник был направлен в Ленинградскую военно-воздушную академию.
В мае 1943 года, пройдя сокращенный курс обучения и получив дополнительную специальность штурмана, получил назначение во 2-ю воздушную армию, после стажировки назначен на должность заместителя начальника связи.
В мае 1944 года откомандирован в Государственный научно-исследовательский институт ВВС (станция Чкаловская в Подмосковье), где проходила испытания вся авиационная техника. Назначен на должность инженера и штурмана-испытателя, в том же году стал старшим, а затем — ведущим инженером.
В мае 1945 года под Вроцлавом руководил фронтовыми испытаниями телевизионной системы наведения самолетов по команде с земли. При вынужденной посадке подбитого самолета раздробил ногу, в полевом госпитале ее ампутировали.
После длительного лечения в конце 1946 года вернулся в институт на прежнюю должность (в просьбе об увольнении с военной службы было отказано).
В конце 1949 года, после выхода указа И. В. Сталина о прикомандировании к оборонной промышленности офицеров с высшим образованием, способных к научной работе, переведён в КБ-1 (создание различных систем ракетного управляемого оружия, а впоследствии — систем зенитного управляемого ракетного оружия (ЗУРО) для войск ПВО).
С января 1950 года начальник лаборатории радиотехнических приёмных устройств, с 1951 года — заместитель начальника отдела радиотехнических устройств, с 1953 года — главный конструктор по высокочастотным устройствам, с 1960 года в звании полковника — первый заместитель генерального конструктора КБ-1 А. А. Расплетина.
В 1955 году, после успешного завершения работ над системой С-25, награждён орденом Ленина.
При разработке системы С-75 курировал все вопросы, связанные с радиотехническим трактом: радиоприемники, передающие устройства, антенна, являлся главным конструктором по радиотехнической части и одновременно заместителем генерального конструктора в целом по системе. В 1958 году за разработку ЗРК С-75 в составе коллектива стал лауреатом Ленинской премии.
С 1961 года главный инженер КБ-1. Руководил разработкой С-125, С-200 (за эту систему награждён орденом Трудового Красного Знамени).
В 1970—1976 генеральный директор зеленоградского НПО «Научный Центр», в составе которого работали в сфере микроэлектроники 6 НИИ и 5 опытных заводов. В 1976 году после инфаркта по личной просьбе переведён на должность заместителя генерального директора НПО НЦ по качеству. С 1978 консультант генерального директора.
Кандидат технических наук. Лауреат Ленинской премии (1958) и Государственной премии Азербайджанской ССР. Награждён двумя орденами Ленина, орденом Октябрьской Революции, орденами Трудового Красного Знамени, Отечественной войны I степени, Красной Звезды, Дружбы народов, медалями «За боевые заслуги», «За оборону Москвы», «За победу над Германией в Великой Отечественной войне 1941—1945 гг.» и другими.
Жена — Пивоварова Галина Николаевна (1925—1998), кандидат медицинских наук. Дочери: Маслак Людмила Анатольевна (1940 г. рожд.), окончила экономический факультет Московского государственного университета имени М. В. Ломоносова, предприниматель; Петухова Надежда Анатольевна, окончила Московский авиационный институт, кандидат технических наук; Копанева Нина Анатольевна, окончила Московский 2-й медицинский институт имени Н. И. Пирогова, врач высшей квалификации.